# Nomada errans
Nomada errans är en biart som beskrevs av Amédée Louis Michel Lepeletier 1841. Nomada errans ingår i släktet gökbin, och familjen långtungebin. Inga underarter finns listade i Catalogue of Life.